# Морлупо
Морлупо (італ. Morlupo) — муніципалітет в Італії, у регіоні Лаціо,  метрополійне місто Рим-Столиця.
Морлупо розташоване на відстані близько 29 км на північ від Рима.
Населення — 8734 особи (2014).

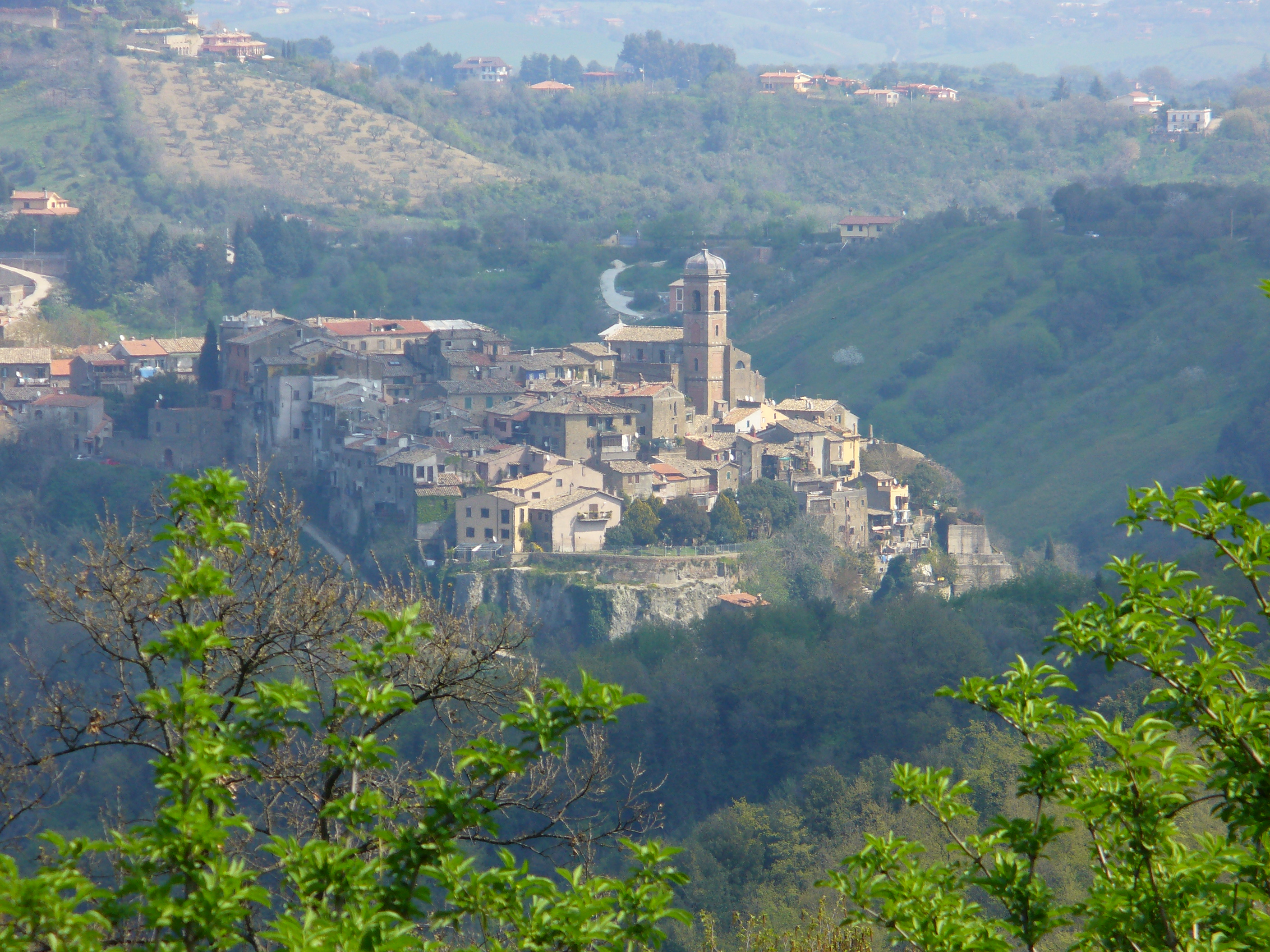

Щорічний фестиваль відбувається 15 серпня. Покровитель — Maria Assunta.

## Демографія
Населення за роками:

Станом на 1 січня 2023 року в муніципалітеті офіційно проживали 1364 іноземці з 79 країн, серед них 717 громадян країн Євросоюзу та 46 громадян України.

## Сусідні муніципалітети
- Капена
- Кастельнуово-ді-Порто
- Мальяно-Романо
- Риньяно-Фламініо